# Cola Song
„Cola Song” este o cântec a cântăreței române Inna pentru Body and the Sun (2015), omologul japonez al celui de-al patrulea album de studio Inna (2015) și omologul american al celui de-al treilea album de studio, Party Never Ends⁠(d). A fost disponibil pentru descărcare digitală pe 15 aprilie 2014 prin Atlantic Records, care a fost rezultatul semnării unui contract de înregistrare de către cântăreț cu casa de discuri la începutul aceluiași an. Inițial plănuită să fie numită „Soy Latinna”, înregistrarea conține vocea invitată a interpretului columbian de reggaeton J Balvin, care a scris și produs cântecul împreună cu Andrew Frampton, Breyan Isaac, Thomas Joseph Rozdilsky și Andreas Schuller.